# AC-11 (Spanje)

De AC-11

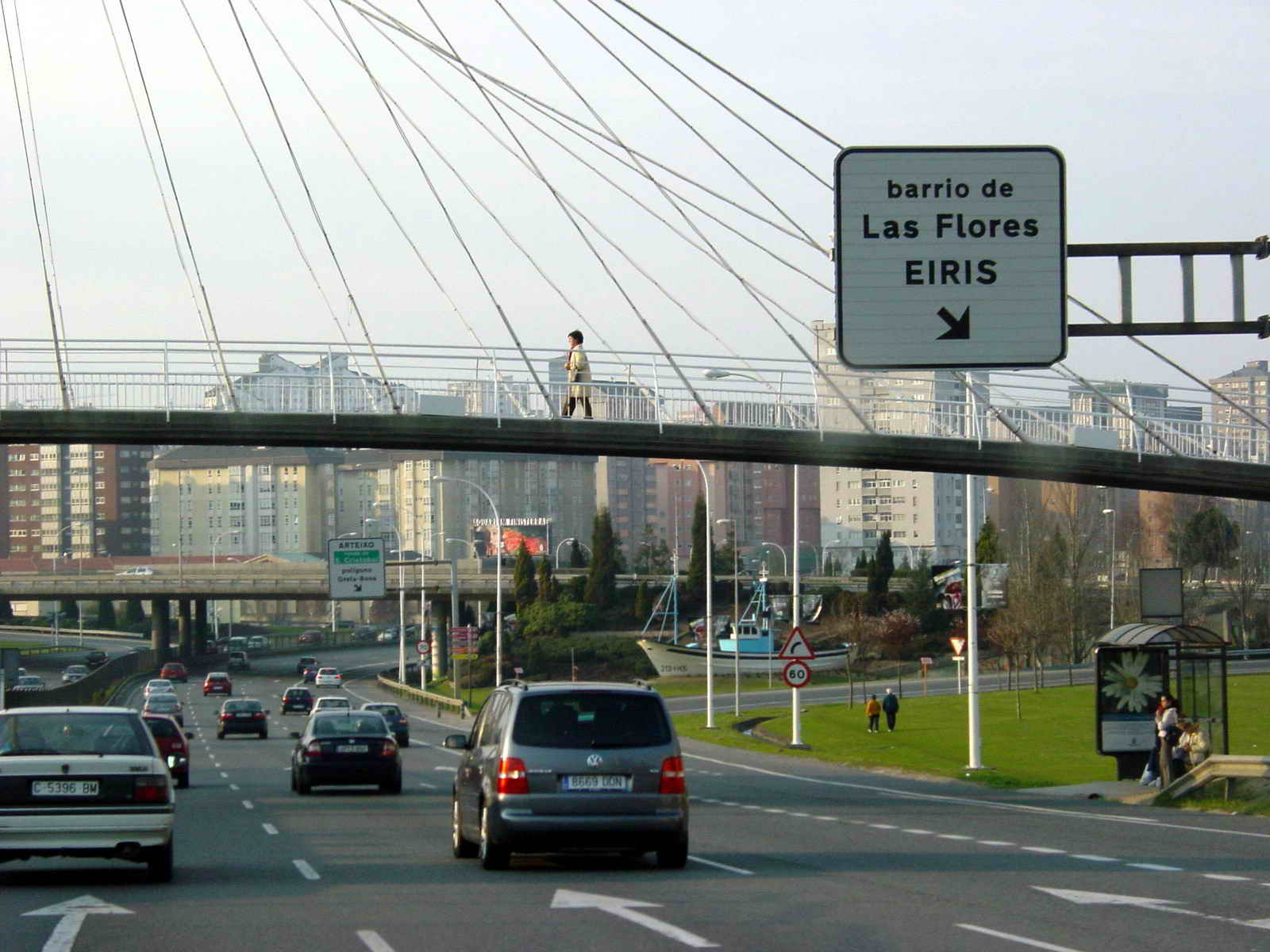
De AC-11

De AC-11 is een autovía in Galicië. De stadssnelweg is 5,1 kilometer lang en loopt door A Coruña.